# Jota Boötis
Jota Boötis (ι Boo) – gwiazda w gwiazdozbiorze Wolarza. Znajduje się około 95 lat świetlnych od Słońca.

## Nazwa
Johann Bayer nazwał tę gwiazdę Asellus Secundus, co pochodzi z łaciny i oznacza „drugi osioł”. „Pierwszym osłem” jest Theta Boötis, a trzecim Kappa Boötis. Nie ma pewności, skąd wzięły się te nazwy, choć w gwiazdozbiorze Raka od starożytności znane są dwa „osły” (Gamma i Delta Cancri), które stoją przy „żłobie” (gromadzie Praesepe).

## Charakterystyka
Jota Boötis to biała gwiazda ciągu głównego należąca do typu widmowego A9. Jest 8,2 razy jaśniejsza od Słońca i ma temperaturę 7730 K. Gwiazda ma promień 1,6 razy większy niż promień Słońca i masę około 1,7 masy Słońca. Jest jeszcze młodą gwiazdą, pozostanie na ciągu głównym łącznie przez około 1,8 miliarda lat. Ponadto jest to gwiazda zmienna typu Delta Scuti, której jasność waha się o około 1%, z dwoma znanymi okresami pulsacji równymi 38,22 i 30,55 minuty.
Gwiazda ma dwie towarzyszki, składnik B o wielkości 7,39m odległy o 38,8 sekundy kątowej (pomiar z 2016 r.) i składnik C o wielkości 13,51m oddalony o 93,7″ (w 2003 r.). Gwiazda C w czasie krótszym niż stulecie przemieściła się względem joty o 8″, co dowodzi, że ma inny ruch własny i nie jest fizycznie związana z jaśniejszą gwiazdą. Natomiast składnik B (oznaczony też HD 234121) od końca XVIII wieku zmienił względne położenie o zaledwie 0,2″, co wskazuje, że podąża w przestrzeni razem z jotą Boötis. Jest to pomarańczowy karzeł należący do typu K0, o masie około 0,5 M☉. W przestrzeni gwiazdy te dzieli co najmniej 1130 au, co przekłada się na okres orbitalny co najmniej 24 tysięcy lat. Prawdopodobnie obserwowane promieniowanie rentgenowskie pochodzi ze słabszego składnika B, gdyż główna gwiazda ma masę bliską granicznej wartości, powyżej której zanika aktywność magnetyczna.